# Saison 1 des Vacances de l'amour
Chronologie
Saison 2
Cet article présente la première saison de la série télévisée Les Vacances de l'amour.

## Distribution

### Acteurs principaux (dans l'ordre d'apparition au générique)
- Laly Meignan : Laly Polleï (épisode 1 à 13)
- Lynda Lacoste : Linda Carlick (épisode 1 à 10)
- Manuela Lopez : Manuela Roquier (épisode 1 à 10)
- Laure Guibert : Bénédicte Breton (épisode 1 à 12)
- Philippe Vasseur : José Da Silva (épisode 1 à 13)
- Olivier Casadesus : Olivier Legendre (épisode 1, 2 et 4 à 13)
- Karine Lollichon : Nathalie (épisode 1, 2, 4 et 6 à 12)
- Annette Schreiber : Cynthia Sharks (épisode 1, 2 et 4 à 12)
- Tom Schacht : Jimmy Werner (épisode 1 à 12)
- Patrick Puydebat : Nicolas Vernier (épisode 1 à 13)

### Acteurs récurrents
- Isabelle Bouysse : Jeanne Garnier (épisode 1 et 3 à 6)
- Ludovic Van Dorm : Stéphane Charvet (épisode 6 à 12)
- Alain Flick : Robert Galfi (épisode 8 à 10)
- Bertrand Cohen : Franck (épisode 2, 4, 7, 11 et 13)
- Nicolas Fillali : Pierre (épisode 1, 3 à 5)
- Jacque Coltelloni : Roland  (épisode 3, 4, 6, 7 et 9)

## Liste des épisodes
1. Surprises
2. Mystère
3. Avenir incertain
4. Incertitude
5. Cas de conscience
6. Des adieux qui font mal
7. Le menteur
8. La dette
9. Tel épris qui croyait prendre
10. La vengeance
11. L'enfant
12. La star, première partie
13. La star, seconde partie

### Épisode 1:Surprises
- Jérome Delafosse
- Nicolas Filali

### Épisode 2:Mystère
- Jean-Philippe Azema
- Philippe Dajoux

### Épisode 3:Avenir incertain
- Nicolas Filali
- Jacques Coltelloni
- Michel Feller
- Christelle Soudane

### Épisode 4:Incertitude
- Nicolas Filali
- Jacques Coltelloni
- Cyrille Artaux

### Épisode 5:Cas de conscience
- Nicolas Filali
- Cyrille Artaux
- Antoine Stip
- Didier de Baker
- Gaël Gautier

### Épisode 6:Des adieux qui font mal
- Jacques Coltelloni
- Barbara Willar
- Lola Naymark

### Épisode 7:Le menteur
- Jacques Coltelloni
- Barbara Willar
- Lola Naymark

### Épisode 8:La dette
- Alain Flick

### Épisode 9:Tel épris qui croyait prendre
- Jacques Coltelloni
- Alain Flick

### Épisode 10:La vengeance
- Antoine Stip
- Alain Flick
- Virginie Théron

### Épisode 11:L'enfant
- François Pacôme
- Virginie Théron
- Antoine Stip

### Épisode 12:La star, première partie
- Caroline Berg
- Jacques Faber
- Charley Fouquet
- Laurent Klug
- Valérie Maës
- Jean-Pierre Rochette

### Épisode 13:La star, seconde partie
- Caroline Berg
- Jacques Faber
- Charley Fouquet
- Valérie Maës
- Jean-Pierre Rochette
- Antoine Stip